# Pubblicazioni di Friedrich Chrysander

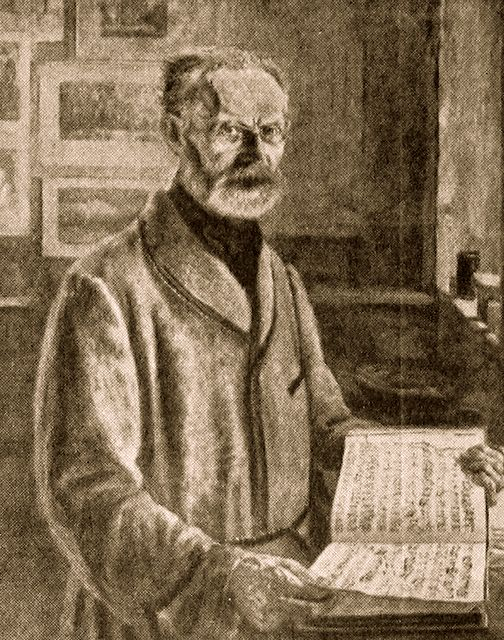
Friedrich Chrysander

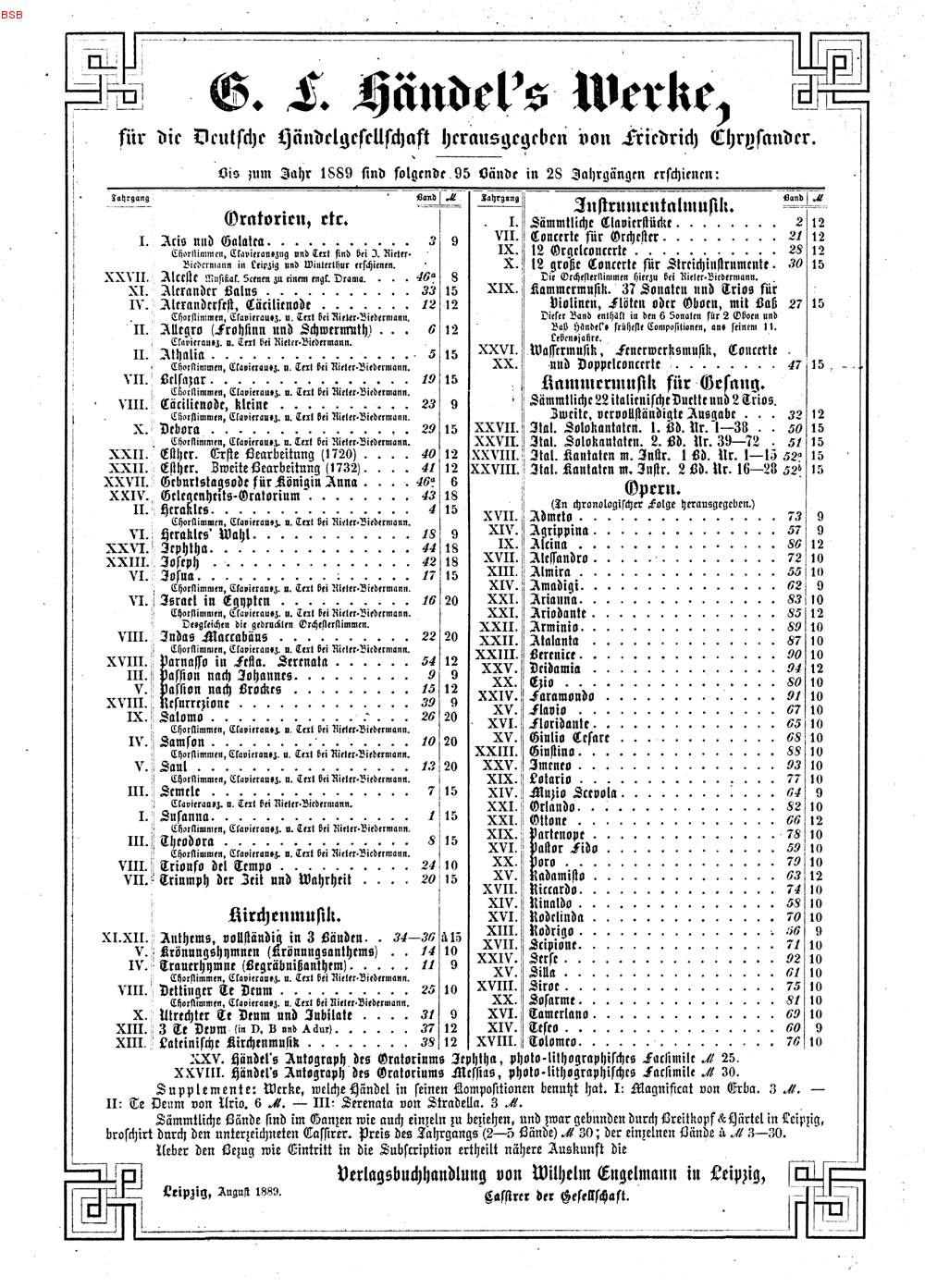
Catalogue of published works of Handel 1889 (last page of Cantate con strumenti di G.F. Händel (Libro Secondo))

Karl Franz Friedrich Chrysander era uno storico della musica tedesca e critico, la cui edizione delle opere di Georg Friedrich Händel e gli scritti autorevoli su molti altri compositori a lo hanno affermato come un pioniere della musicologia del XIX secolo.
Tra il 1858 e il 1902, fu pubblicata l'Händel-Gesellschaft o edizione delle raccolte dei lavori di Händel della "German Handel Society", e questo era quasi interamente lavoro di Chrysander.

## Pubblicazioni
Chrysander fece una serie di pubblicazioni sotto il nome di Händelgesellschaft (vedi Händegesellschaft - volumi con Chrysander come editore).
Altre pubblicazioni di Chrysander sono:
| Pubblicazione | Pubblicato  | Manoscritto                         | Note e lavori |
| --- | ----------- | ----------------------------------- | --- |
| G.F. Händel – (Volume 1) | 1858        | Google books                        | Una biografia di Händel di 495 pagine. Volume 1. Scritto in tedesco. Le due parti principali del libro coprono i periodi della vita di Händel dal 1685 al 1706 e dal 1707 al 1720. |
| XV Handel solo sonate (Chrysander)\|XV Solos for a German Flute, Hoboy, or Violin with a thorough bass for the Harpsicord or Bass Violin | 1879        | IMSLP                               | Un volume di 72 pagine contenente sonate per vari strumenti, composte da Händel. Nonostante il titolo, la pubblicazione contiene 20 sonate, che hanno i seguenti numeri HWV: 379, 359b, 360, 361, 362, 363b, 364a, 365, 366, 367b, 368, 369, 370, 371, 372, 373, 374, 375, 376, Sonata (spuria) Le prime 16 sonate di cui sopra (379-373) sono state ristampate nel volume HG 27 (parte I). La Sonata VI (364a) e le ultime quattro sonate sono state incluse come parte del volume HG 48 (pp. 112-139). |
| Les oeuvres de Arcangelo Corelli – (Volume 1)                                                                                            | 1888        | Google books (Ristampa della Op. 1) | Pubblicato in collaborazione con Joachim. Op. 1: Sonate da chiesa a tre. Dodici sonate da chiesa. Op. 2: Sonate da camera a tre. Dodici sonate da camera. |
| Les oeuvres de Arcangelo Corelli – (Volume 2)                                                                                            | 1888 – 1891 |                                     | Pubblicato in collaborazione con Joachim. Op. 3: Sonate da chiesa a tre. Dodici sonate da chiesa. Op. 4: Sonate da camera a tre. Dodici sonate da camera. |
| Les oeuvres de Arcangelo Corelli – (Volume 3)                                                                                            | 1888 – 1891 |                                     | Pubblicato in collaborazione con Joachim. Op. 5: 12 Suonati a violino e violone o cimbalo. Dodici sonate per violino. |
| Les oeuvres de Arcangelo Corelli – (Volumes 4 and 5)                                                                                     | 1891        |                                     | Pubblicato in collaborazione con Joachim. Op. 6: 12 concerti grossi. |